# Боргето сул’Адиђе
Боргето сул’Адиђе је насеље у Италији у округу Тренто, региону Трентино-Јужни Тирол.
Према процени из 2011. у насељу је живело 227 становника. Насеље се налази на надморској висини од 132 м.